# Agullana
Agullana è un comune spagnolo di 668 abitanti situato nella comunità autonoma della Catalogna.